# Antopol (gmina)
Antopol – dawna gmina wiejska istniejąca do 1939 roku w woj. poleskim (obecnie na Białorusi). Siedzibą władz gminy był Antopol, który początkowo stanowił odrębną gminę miejską.
W okresie międzywojennym gmina Antopol należała do powiatu kobryńskiego w woj. poleskim. 18 kwietnia 1928 roku do gminy przyłączono części zniesionych gmin Ziołowo i Iłosk. 
Po wojnie obszar gminy Antopol wszedł w struktury administracyjne Związku Radzieckiego.